# Glaucidium castanonotum
Mocho-pigmeu-do-ceilão ou mochinho-cingalês (Glaucidium castanotum) é uma espécie de ave da família Strigidae. Endêmica do Sri Lanka.